# Coryphospingus
Coryphospingus es un género de aves paseriformes de la familia Thraupidae que agrupa a dos especies nativas de América del Sur, donde se distribuyen en áreas compreendidas entre el norte de Colombia y Venezuela hasta el centro de Argentina. A sus miembros se les conoce por el nombre común de soldaditos o brasitas, entre otros.

## Etimología
El nombre genérico masculino Coryphospingus se compone de las palabras del griego «koruphē»: corona de la cabeza, y «σπιγγος spingos» que es el nombre común del ‘pinzón vulgar’.

## Características
Las aves de este género son tráupidos pequeños, midiento alrededor de 13 cm de longitud, los machos ostentan vistosas crestas planas, rojas bordeadas de negro y son muy similares, uno rojizo y el otro gris. Habitan en áreas arbustivas y bosques abiertos.

## Taxonomía
Durante décadas colocado en la familia Emberizidae, este género fue transferido para Thraupidae con base en diversos estudios genéticos, citando Burns et al. 2002, 2003; Klicka et al. 2007 y Campagna et al. 2011. La Propuesta N° 512 al Comité de Clasificación de Sudamérica (SACC) de noviembre de 2011, aprobó la transferencia de diversos géneros (entre los cuales Coryphospingus) de Emberizidae para Thraupidae.
En los años 2010, publicaciones de filogenias completas de grandes conjuntos de especies de la familia Thraupidae basadas en muestreos genéticos, permitieron comprobar que el presente género es próximo de un clado integrado por Rhodospingus cruentus, Tachyphonus delatrii, Tachyphonus surinamus y Lanio, dentro de una subfamilia Tachyphoninae.

## Lista de especies
Según las clasificaciones del Congreso Ornitológico Internacional (IOC) y Clements Checklist v.2019, el género agrupa a las siguientes especies con el respectivo nombre popular de acuerdo con la Sociedad Española de Ornitología (SEO):
| Imagen | Nombre científico         | Autor                  | Nombre común          | Estado de conservación |
| ------ | ------------------------- | ---------------------- | --------------------- | ---------------------- |
|        | Coryphospingus pileatus   | (Wied-Neuwied), 1821   | soldadito capirotado  | LC                     |
|        | Coryphospingus cucullatus | (Statius Müller, 1776) | soldadito crestirrojo | LC                     |